# Saborna crkva sv. Nikole u Vukovaru
Katedralni (saborni) hram Sv. Nikolaja Miriklijskog u Vukovaru pravoslavna je crkva u sastavu Osječkopoljske i baranjske eparhije Srpske pravoslavne crkve. Posvećena je blagdanu Prijenosa ostataka Svetog Nikole, biskupa, kršćanskog sveca te zaštitnika djece i pomoraca.

## Povijest
Crkva je izgrađena na mjestu stare crkve iz 1690. godine, kada je doseljavanjem povećan broj srpskog stanovništva u Vukovaru, a koje se nastanjivalo u starom dijelu grada na desnoj obali Vuke. U to je vrijeme postojala Vukovarska eparhija kojom je upravljao vršački episkop Spiridon Štibica. Prema arhivskim spisima koje je zaslugom srpskog patrijarha Georgija Brankovića priredio i izdao protojerej Dimitrije Ruvarac, godine 1733. u varoši Vukovaru se nalazila "Crkva sasvim trošna, hoće da padne, prokisava, izgradjena oko 1690. godine. Svećenik vukovarski tada je bio Maksim Popović" Vukovarski Srbi su na mjestu svoje tadašnje crkve koja je bila izgrađena od drveta, izgradili novu crkvu od čvrstog materijala i kao prethodnu posvetili Prijenosu ostataka Svetog oca Nikole. Tu prvobitnu crkvu, brvnaru, posvetio je vršački episkop i upravitelj Vukovarske eparhije Spiridon Štibica, a imala je drvenu časnu trpezu, zatim krstionicu i ikonostas koji je imao četiri velike prijestone ikone i 32 male. Dana 21. lipnja 1723. naselje je pogodio olujni vjetar koji je s tadašnje stare crkve odnio krov i toranj. To je ubrzalo izgradnju nove crkve koju je posvetio mitropolit Vićentije Jovanović i izdao odobrenje za skupljanje priloga za izgradnju današnje crkve. 
Radovi na novoj crkvi trajali su između 1733. i 1737. godine. Crkvu je godine 1752. posvetio karlovački mitropolit Pavle Nenadović. Ikonostas, rad osječkog drvoreznika Tomasa Firtlera, završen je 1757. godine, a ikone, rad srpskog slikara Vasilija Ostojića, u razdoblju tijekom 1772. i 1773. godine. Tijekom 1755. godine na koru je dozidana kapela "Svetog velikomučenika Georgija" koja je uklonjena 1893. kada je cijeli taj prostor preuređen za vukovarsko srpsko pjevačko društvo "Javor". Crkva je restaurirana 1763., 1893. i 1935. Atelje "Stanišić" izradio je 1933. godine 9 vitraja prozora s likovima svetitelja za Sabornu crkvu u Vukovaru.
Tijekom Drugog svjetskog rata ustaške su vlasti zatvorile crkvu, a arhiv i crkvena riznica ubrzo su opljačkane. Svećenstvo je podijelilo sudbinu preživjelih vukovarskih Srba od kojih su mnogi odvedeni u sabirne logore diljem NDH.

### Stradanje u Domovinskom ratu
Tijekom borbi u Vukovaru 1991. godine crkva je pretrpjela teška razaranja kada je u unutrašnjosti crkve u noći između 18. i 19. rujna aktiviran eksploziv što je izazavalo teška oštećenja unutrašnjosti, srušen je gornji dio zvonika, krovna konstrukcija i svod crkve.
Unutrašnjost crkve potpuno je uništena i izgorjela. Originalni duborezni i pozlaćeni ikonostas iz 1757. u potpunosti je uništen. Na sreću, uspjelo se prije rušenja spasti veći dio ikona s ikonostasa. 
Ikone je odmah nakon miniranja i spaljivanja crkve u rujnu 1991. godine spasio svećenik Đorđe Šijaković koji je jedan od malobrojnih pravoslavnih svjećenika koji je ostao u gradu u tijeku rata. Na zamolbu episkopa Lukijana iste ikone prenesene su u Novi Sad na restauraciju, te su tako sačuvane.

### Poslijeratna obnova
Obnova vanjskog i unutarnjeg dijela crkve u gradjevinskom smislu završena je početkom 2012. sredstvima Vlade Republike Hrvatske. Crkva je u osnovi uređena iznutra a postavljen je i novi mramorni pod. Okolica crkve uredjena je postavljanjem novih betonskih kocki a sam ulaz u crkvu dobio je nove proširene stube.
Poznati atelje "Stanišić" iz Sombora koji od 1908. izradjuje vitraje za pravoslavne i katoličke crkve diljem svijeta, Vojvodine ali i Hrvatske je po izvornim nacrtima izradio nove vitraje prozore s likovima svetitelja koji ponovno krase crkvu sv. Nikole.

Posao na faksimilnoj obnovi inventara saborne crkve svetog Nikole u Vukovaru konzervatorima pokrajinskog konzervacijskog odjela Vojvodine koji su radili na obnovi spašenih ikona i inventara crkve olakšala je i činjenica da postoje crno-bijele fotografije cjelokupnog ikonostasa koje su snimljene 1989. godine.
22. lipnja 2018. nakon sedmogodišnje obnove saborni hram svetog Nikolaja u Vukovaru dobio je novi ikonostas, originalnog prijeratnog izgleda. Ikonostas je faksimilnom obnovom izradio samostalni umjetnik Dragan Šaponja iz Koluta pored Sombora u Bačkoj. 
19. listopada 2018. u crkvu su dopremljene nove stasidije(stolci u pravoslavnim crkvama) a daljnje opremanje hrama se nastavlja.
13. prosinca 2018. povjesni je dan za Nikolajevsku crkvu i pravoslavnu zajednicu u gradu Vukovaru. U suradnji Međudržavne mješovite komisije za povraćaj kulturnih dobara, vlada Republike Srbije i Republike Hrvatske, vukovarskog konzervacijskog odjela i Pokrajinskog zavoda za zaštitu spomenika kulture Vojvodine iz Novog Sada uspješno su dopremljene obnovljene ikone za ikonostas u crkvi, njih 38 koliko ih je sačuvano od ratnih razaranja, od ukupno 59 na ikonostasu. Preostale ikone bit će obnovljenje faksimilnom obnovom koju će na zamolbu vukovarskog paroha uraditi netko od umjetnika iz Hrvatske. Pri tomu nastavlja se obnova enterijera crkve crkvenih tronova, pjevnica i sl.
U sklopu crkve je i sjedište Srpske pravoslavne crkvene općine Vukovar. Parohiju vodi protojerej-stavrofor Saša Kuzmanović.  Crkva sv. Nikole kao glavna crkva Arhijerejskog namjesništva vukovarskog, jedna je od najznačajnijih i najstarijih baroknih građevina srpskih zajednica koje žive sjeverno od rijeke Save.

## Vanjske poveznice
- Crkva Svetog oca Nikolaja
- Eparhija osječkopoljska i baranjska